# 安藤慶明
安藤 慶明（あんどう よしあき）は、日本の文部科学官僚。東京大学政策ビジョン研究センター特任教授、国立大学法人東京大学総長特任補佐。

## 人物・経歴
1986年、一橋大学法学部卒業、科学技術庁（現文部科学省）入庁。科学技術基本計画の策定や、研究成果展開事業、世界トップレベル国際研究拠点形成促進プログラム等の企画・推進に携わる。また、理化学研究所で、スーパーコンピュータ京の研究体制立上げにあたった。初等中等教育局参事官などとして教育行政も行い、特別支援教育、職業教育、情報教育などの政策等を担当した。
1998年から2001年まで外務省在カナダ日本国大使館一等書記官。産業技術総合研究所知能システム研究部門研究員等を経て、2008年科学技術振興機構経営企画部長。2012年文部科学省研究振興局基礎研究振興課長。
2014年研究振興局振興企画課長。同年文部科学省大臣官房審議官（研究振興局担当）。2015年科学技術振興機構総括担当理事。2017年に退任後、東京大学政策ビジョン研究センター特任教授、国立大学法人東京大学総長特任補佐、国立大学法人京都大学経営協議会委員、防災科学技術研究所理事を経て、2023年高輝度光科学研究センター常務理事。

## 著作
- 「今後の特別支援教育の在り方について（中間まとめ）」週刊教育資料 / 日本教育新聞社 編 (779) (通号 909) 2002年
- 「今後の特別支援教育の在り方について（最終まとめ）」週刊教育資料 / 日本教育新聞社 編 (798) (通号 928) 2003年
- 「これからの学校に求められる教育の情報化」初等教育資料 / 文部科学省教育課程課・幼児教育課 編 (827) 2007年
- 「今,工業高校にとって大切なとき」工業教育資料 / 実教出版株式会社 編  (通号 320) 2008年